# ماریانا تولوانن
ماریانا تولوانن (انگلیسی: Marianna Tolvanen؛ زادهٔ ۲۷ دسامبر ۱۹۹۲) بازیکن فوتبال اهل فنلاند است.
وی همچنین در تیم ملی فوتبال زنان فنلاند بازی کرده‌است.